# کلاه‌قهوه‌ای
کلاه‌قهوه‌ای (نام علمی: Tricholoma imbricatum) نام یک گونه از سرده قارچ کرکی‌لبه است.